# کوه راشمور
یادبود ملی کوه راشمور (به انگلیسی: Mount Rushmore National Memorial) یک پارک و یادبود ملی در ایالت داکوتای جنوبی در ایالات متحده آمریکا است که به خاطر مجسمه‌های حکاکی‌شده ۴ رئیس‌جمهور ایالات متحده مشهور است. گوتزن بورگلوم طراحی مجسمه‌ها را انجام داد و سپس به اتفاق فرزندش، لینکلن بورگلوم از سال ۱۹۲۷ تا ۱۹۴۱ بر اجرای پروژه نظارت کرد. مجسمه‌ها، شمایل کامل ندارند و تنها سرهای رئیس جمهوران آمریکا در ۶۰-فوت (۱۸-متر) می‌باشد که عبارت هستند از؛ راست به چپ: آبراهام لینکلن(۱۸۰۹–۱۸۶۵)، تئودور روزولت (۱۸۵۸–۱۹۱۹)، توماس جفرسون (۱۷۴۳–۱۸۲۶)، و جرج واشینگتن (۱۷۳۲–۱۷۹۹).
انتخاب این چهار رئیس‌جمهور به خاطر تلاش آنها در زمینهٔ استقلال ملی کشور، رشد، گسترش و حفظ کشور بوده است. این یادبود که در سال ۱۹۲۵ میلادی تأسیس گردید، بر روی زمین‌های سرخ‌پوستان قبیلهٔ لاکوتا قرار دارد.
مجسمه‌ساز تا حدودی کوه راشمور را به این دلیل انتخاب کرد که رو به جنوب شرقی است و بیشترین نور خورشید را دریافت می‌کند. طرح این کنده‌کاری ایده دون رابینسون، مورخ ایالت داکوتای جنوبی بود. رابینسون در ابتدا می‌خواست که این مجسمه قهرمانان غرب آمریکا را به نمایش بگذارد، مانند لوئیس و کلارک، راهنمای سفر آن‌ها، ساکاگاویا، اوگلالا رئیس قبیله لاکوتا، ابر سرخ، بوفالو بیل و اسب سرکش. بورگلوم در عوض چهار رئیس‌جمهور را انتخاب کرد.
پیتر نوربک، سناتور ایالات متحده از داکوتای جنوبی، حامی این پروژه بود و بودجه فدرال را برای آن تأمین کرد. ساخت و ساز در سال ۱۹۲۷ آغاز شد و چهره رؤسای جمهور بین سال‌های ۱۹۳۴ و ۱۹۳۹ تکمیل شد. پس از مرگ گوتزون بورگلوم در مارس ۱۹۴۱، پسرش لینکلن رهبری پروژه ساخت و ساز را بر عهده گرفت. قرار بود در ابتدا هر رئیس‌جمهور از سر تا کمر به تصویر کشیده شود، اما کمبود بودجه باعث شد که ساخت و ساز در ۳۱ اکتبر ۱۹۴۱ پایان یابد و تنها مجسمه واشینگتن شامل جزئیاتی در زیر سطح چانه است.
از کوه راشمور، گاهی با نام آرامگاه دموکراسی یاد می‌شود و سالانه بیش از ۲ میلیون بازدیدکننده از نقاط مختلف به بازدید از این اثر می‌روند.
مجسمه کوه راشمور بر روی زمینی ساخته شده است که به‌طور غیرقانونی از قبیله سو در دهه ۱۸۷۰ گرفته شده بود. سوها همچنان خواستار بازگشت زمین هستند، و در سال ۱۹۸۰ دیوان عالی ایالات متحده حکم داد که تصرف بلک هیلز نیاز به غرامت عادلانه دارد و ۱۰۲ میلیون دلار به قبیله جایزه داد. سوها از دریافت پول، که با بهره به بیش از یک میلیارد دلار افزایش یافته است، خودداری کرده و خواستار بازگشت زمین هستند. این درگیری همچنان ادامه دارد و برخی از منتقدان این بنای تاریخی را «زیارتگاه ریاکاری» می‌نامند.

## تاریخچه

### از «شش پدربزرگ» تا «کوه راشمور»
کوه راشمور و بلک هیلز (Pahá Sápa) اطراف آن توسط سرخپوستان دشت مانند آراپاهو، شای‌ان و لاکوتا مقدس شمرده می‌شوند، که قرن‌ها از این منطقه به عنوان مکانی برای دعا و جمع‌آوری غذا، مصالح ساختمانی و دارو استفاده می‌کردند.
لاکوتاها این کوه را «شش پدربزرگ» (Tȟuŋkášila Šákpe) می‌نامیدند، که نماد خدایان اجدادی هستند که به عنوان شش جهت شخصیت یافته‌اند: شمال، جنوب، شرق، غرب، بالا (آسمان) و پایین (زمین).
در نیمه دوم قرن نوزدهم، گسترش ایالات متحده به بلک هیلز منجر به جنگ‌های سو شد. در معاهده ۱۸۶۸ فورت لارامی، دولت ایالات متحده استفاده انحصاری از تمام بلک هیلز، از جمله شش پدربزرگ، را برای همیشه به سوها اعطا کرد.
شش پدربزرگ بخش مهمی از سفر معنوی بود که در اوایل دهه ۱۸۷۰ توسط رهبر لاکوتا بلک الک (گوزن سیاه یا Heȟáka Sápa، همچنین به عنوان «پدربزرگ ششم» شناخته می‌شود) انجام شد، که در قله بلک الک (قله گوزن سیاه) (Hiŋháŋ Káǧa, "کارِ جغدها") به اوج خود رسید.
چند سال بعد در سال ۱۸۷۴، ژنرال آمریکایی جرج آرمسترانگ کاستر در طول اکتشاف بلک هیلز به قله بلک الک صعود کرد که باعث هجوم جویندگان طلا به بلک هیلز و جنگ بزرگ سو در سال ۱۸۷۶ شد.
در سال ۱۸۷۷، ایالات متحده پیمان فورت لارامی را شکست و کنترل منطقه را در دست گرفت و منجر به هجوم مهاجران و جویندگان طلا شد.
از جمله این جویندگان، جیمز ویلسون، مروج معدن نیویورک بود که شرکت «هانری پیک تین» را سازماندهی کرد و چارلز ای راشمور وکیل نیویورکی را برای بازدید از بلک هیلز و تأیید ادعاهای زمین شرکت استخدام کرد. در طی یک بازدید در سال 1884 یا 1885,
راشمور شش پدربزرگ را دید و از راهنمای خود، بیل چالیس، نام کوه را پرسید. چالیس پاسخ داد که این کوه نامی ندارد، اما از این پس به نام راشمور نامگذاری خواهد شد.
نام «کوه راشمور» همچنان در سطح محلی مورد استفاده قرار گرفت و در ژوئن ۱۹۳۰ رسماً توسط هیئت نام‌های جغرافیایی ایالات متحده به رسمیت شناخته شد.

### مفهوم، طراحی و تأمین مالی

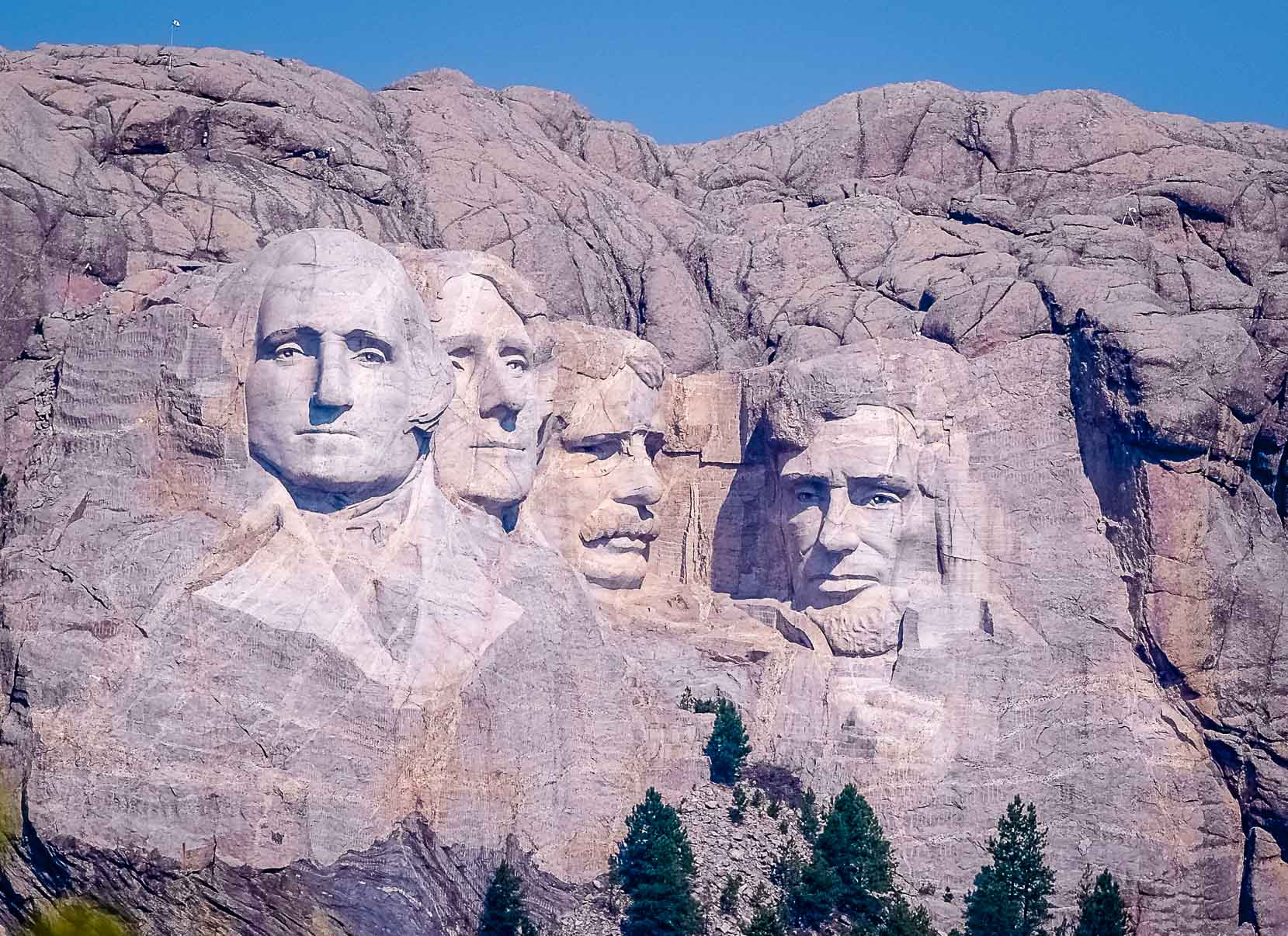
مجسمه تکمیل شده

در دهه ۱۹۲۰، داکوتای جنوبی به یک ایالت در آمریکا تبدیل شده بود و به خاطر جنگل ملی بلک هیلز، پارک ملی غار بادی و جاده نیدلز، مقصد محبوبی برای سفرهای جاده‌ای بود. در سال ۱۹۲۳، دون رابینسون، دبیر انجمن تاریخی داکوتای جنوبی که بعدها به عنوان «پدر کوه راشمور» شناخته شد، از پروژه «زیارتگاه کنفدراسیون» مطلع شد. این پروژه در ایالت جورجیا در حال انجام بود و هدف آن حکاکی چهره ژنرال‌های ایالات مؤتلفه آمریکا بر روی کوه استون بود.
رابینسون که به دنبال افزایش گردشگری در داکوتای جنوبی بود، ایدهٔ ساخت یک بنای یادبود مشابه در بلک هیلز را مطرح کرد. او می‌خواست این بنا نه تنها شکوه طبیعت منطقه، بلکه پیروزی تمدن غرب بر آن را نیز به نمایش بگذارد. رابینسون ابتدا از لرادو تفت، یک مجسمه‌ساز، درخواست همکاری کرد، اما تفت به دلیل بیماری و عدم علاقه به این پروژه، آن را نپذیرفت. سپس رابینسون از سناتور وقت، پیتر نوربک، که در زمان فرمانداری خود پارک ایالتی کاستر را تأسیس کرده بود، کمک خواست. نوربک با احتیاط از طرح رابینسون حمایت کرد و رابینسون تبلیغات عمومی برای این پروژه را آغاز کرد. با وجود حمایت برخی از مردم محلی، بسیاری با این طرح مخالفت کردند.
در ۲۰ اوت ۱۹۲۴، رابینسون به گوتزون بورگلوم، مجسمه‌ساز «زیارتگاه کنفدراسیون»، نامه نوشت و از او خواست تا به منطقه بلک هیلز سفر کرده و امکان حکاکی بر روی کوه را بررسی کند. بورگلوم که با کوکلاکس کلان، یکی از گروه‌های سرمایه‌گذار یادبود کوه استون، همکاری داشت و با انجمن یادبود کوه استون دچار اختلاف شده بود، در ۲۴ سپتامبر ۱۹۲۴ برای ملاقات با رابینسون به داکوتای جنوبی سفر کرد.
بورگلوم در ابتدا قصد داشت که مجسمه‌ها را بر روی ستون‌های گرانیتی ۱۵۰ متری به نام «سوزن‌ها» بسازد. اما این ستون‌ها به دلیل فرسایش، برای کنده‌کاری مناسب نبودند. علاوه بر این، برخی از مردم محلی مانند کورا بابت جانسون، به دلایل زیست‌محیطی و مذهبی با این طرح مخالفت کردند. در نهایت، بورگلوم پس از بررسی مکان‌های مختلف، کوه راشمور را به عنوان مکان مناسب انتخاب کرد. این کوه به دلیل قرار گرفتن در جهت جنوب شرقی و دریافت حداکثر نور خورشید، برای این کار ایده‌آل بود.
بورگلوم طرح اولیهٔ رابینسون مبنی بر به تصویر کشیدن شخصیت‌های غرب وحشی را رد کرد و تصمیم گرفت به جای آن، چهره چهار رئیس‌جمهور آمریکا، جورج واشینگتن، توماس جفرسون، آبراهام لینکلن و تئودور روزولت را بر روی کوه حک کند. به گفته او، این چهار چهره نمادی از دستاوردهایی بودند که توسط آمریکایی‌ها و برای آمریکایی‌ها خلق شده بودند. با این حال، لاکوتاها و دیگر قبایل بومی منطقه با این طرح مخالفت کردند و آن را بی‌احترامی به سرزمین‌های مقدس خود و یادآور سیاست‌های نژادپرستانه و خشونت‌آمیز این چهار رئیس‌جمهور علیه بومیان آمریکا دانستند.
سناتور نوربک و نماینده کنگره، ویلیام ویلیامسون، لایحه‌هایی را برای استفاده از زمین‌های فدرال برای این پروژه ارائه کردند که به راحتی تصویب شد. اما قانون داکوتای جنوبی با مخالفت‌هایی روبرو شد و پس از سه بار تلاش، سرانجام به تصویب رسید. تأمین بودجه خصوصی برای پروژه با مشکلاتی مواجه شد و بورگلوم رئیس‌جمهور کالوین کولیج را به مراسم افتتاحیه در اوت ۱۹۲۷ دعوت کرد. در این مراسم، کولیج وعده تأمین بودجه فدرال را داد. کنگره قانون یادبود ملی کوه راشمور را تصویب کرد و کولیج آن را امضا کرد. این قانون اجازه تخصیص ۲۵۰ هزار دلار بودجه فدرال را به پروژه می‌داد. با این حال، تغییر رئیس‌جمهور به هربرت هوور در سال ۱۹۲۹ باعث تأخیر در تأمین بودجه شد.
کنده‌کاری در سال ۱۹۲۷ آغاز شد و در سال ۱۹۴۱ بدون هیچ حادثه مرگباری به پایان رسید.

### اختلاف بر سر مالکیت زمین
اختلاف بر سر مالکیت زمین کوه راشمور، ریشه در تاریخ دارد. در سال ۱۸۶۸، طی معاهده‌ای، تپه‌های سیاه به مردم لاکوتا واگذار شد، اما پس از جنگ بزرگ سیو در سال ۱۸۷۶، آمریکا این منطقه را از آن‌ها گرفت. این موضوع باعث اعتراضات و درگیری‌هایی شد. در سال ۱۹۷۱، اعضای جنبش سرخپوستان آمریکایی به کوه راشمور یورش بردند و آن را «کوه اسب سرکش» نامیدند. آن‌ها معتقد بودند که این زمین‌ها به آن‌ها تعلق دارد و باید به آن‌ها بازگردانده شود.
در سال ۱۹۸۰، دیوان عالی آمریکا حکم داد که قبیله سیو غرامت عادلانه‌ای برای از دست دادن زمین‌هایشان دریافت نکرده‌اند و مبلغی به عنوان غرامت تعیین کرد. با این حال، مردم لاکوتا این مبلغ را نپذیرفتند و خواستار بازگشت کامل زمین‌های خود شدند.
در همین راستا، ساخت بنای یادبود اسب سرکش (اسب دیوانه) در سال ۱۹۴۰ در نزدیکی کوه راشمور آغاز شد. این بنا به احترام رهبر بومیان آمریکا ساخته می‌شود و قرار است پس از تکمیل، بزرگتر از کوه راشمور باشد. ساخت این بنا با حمایت برخی از رؤسای لاکوتا همراه است، اما همچنان موضوع اختلاف و بحث در میان قبایل بومی آمریکا است.

## ساخت
بین سال‌های ۱۹۲۷ تا ۱۹۴۱، گوتزون بورگلوم و ۴۰۰ کارگر، مجسمه‌های عظیم ۱۸ متری از چهار رئیس‌جمهور آمریکا (جورج واشینگتن، توماس جفرسون، تئودور روزولت و آبراهام لینکلن) را بر روی کوه راشمور ساختند. این اثر نمایانگر ۱۵۰ سال اول تاریخ آمریکاست و این روسای جمهور به دلیل نقششان در حفظ و گسترش آمریکا انتخاب شدند.
برای ساخت این مجسمه‌ها، ابتدا با دینامیت بخش‌های بزرگی از کوه را جدا کردند و سپس با روشی به نام «لانه زنبوری»، سوراخ‌هایی نزدیک به هم ایجاد کردند تا تکه‌های کوچک سنگ را با دست جدا کنند. در کل، حدود ۴۵۰ هزار تن سنگ از کوه جدا شد.
در ابتدا قرار بود مجسمه توماس جفرسون در سمت راست واشینگتن قرار بگیرد، اما به دلیل نامناسب بودن جنس سنگ، مجسمه قبلی را با دینامیت منفجر کردند و مجسمه جدیدی در سمت چپ واشینگتن ساختند.
لوئیجی دل بیانکو، یک سنگ‌تراش ایتالیایی، به دلیل مهارت و استعدادش در مجسمه‌سازی، برای این پروژه انتخاب شد. در سال ۱۹۳۳، سازمان پارک‌های ملی مسئولیت کوه راشمور را بر عهده گرفت و جولیان اسپاتز با بهبود زیرساخت‌ها، مانند ارتقای تراموا برای حمل کارگران به بالای کوه، به پیشرفت پروژه کمک کرد.
در سال ۱۹۳۴، چهره واشینگتن تکمیل و رونمایی شد. چهره‌های جفرسون و لینکلن نیز به ترتیب در سال‌های ۱۹۳۶ و ۱۹۳۷ تکمیل شدند. در سال ۱۹۳۷، پیشنهادی برای اضافه کردن مجسمه سوزان بی. آنتونی، از فعالان حقوق مدنی، مطرح شد، اما به دلیل محدودیت بودجه، این پیشنهاد رد شد و بودجه فقط برای تکمیل مجسمه‌های شروع شده اختصاص یافت. در نهایت، چهره تئودور روزولت در سال ۱۹۳۹ تکمیل و رونمایی شد.
«استودیوی مجسمه‌ساز» که دربرگیرنده مدل‌های گچی و ابزارهای مجسمه‌سازی است، در سال ۱۹۳۹ به سرپرستی بورگلوم ساخته شد. او در سال ۱۹۴۱ درگذشت و پسرش، لینکلن، پروژه را ادامه داد. در ابتدا قرار بود تندیس‌ها تا کمر تراشیده شوند، اما محدودیت بودجه مانع این کار شد.
بورگلوم همچنین قصد داشت تابلویی بزرگ به شکل «خرید لوئیزیانا» بسازد که در آن اعلامیه استقلال، قانون اساسی، خرید لوئیزیانا و هفت رویداد تاریخی دیگر با حروف طلایی بزرگ ثبت شوند. کل پروژه حدود یک میلیون دلار هزینه برداشت.
آخرین سنگ‌تراش این پروژه، نیک کلیفورد، در سال ۲۰۱۹ درگذشت.
مرکز بازدیدکنندگان اصلی در سال ۱۹۵۷ ساخته شد و پس از ده سال، امکانات رفاهی و مسیرهای پیاده‌روی در سال ۱۹۹۸ تکمیل شدند.
کوه راشمور در سال ۱۹۶۶ در فهرست ملی اماکن تاریخی ثبت شد. مقاله‌ای دربارهٔ تاریخ آمریکا که توسط یک دانشجو نوشته شده بود، در سال ۱۹۷۳ بر روی یک صفحه برنزی در این بنا قرار گرفت. در سال ۱۹۹۱، رئیس‌جمهور جورج اچ. دبلیو بوش رسماً کوه راشمور را افتتاح کرد.
در سال ۲۰۰۴، جرارد بیکر به عنوان اولین و تنها بومی آمریکایی در این سمت، به عنوان سرپرست پارک منصوب شد. او اعلام کرد که دیدگاه‌های جدیدی را دربارهٔ این اثر ارائه خواهد داد و اینکه چهار رئیس‌جمهور تنها یکی از جنبه‌های این اثر هستند.
پیشنهادهایی برای افزودن چهره‌های جدید به کوه راشمور مطرح شده است، از جمله سوزان بی. آنتونی، فعال حقوق زنان، جان اف. کندی، رونالد ریگان و حتی باراک اوباما و دونالد ترامپ. با این حال، به دلیل نامناسب بودن جنس سنگ و نگرانی‌های مربوط به پایداری کوه، این پیشنهادها عملی نشده‌اند.

## گردشگری
کوه راشمور به عنوان برترین جاذبه گردشگری داکوتای جنوبی، سالانه میلیون‌ها بازدیدکننده را به خود جذب می‌کند. محبوبیت این مکان به دلیل شهرت و شناخته‌شده بودن آن است، اما دسترسی به طبیعت اطراف نیز به جذابیت آن می‌افزاید. در سال ۲۰۱۲ میلادی، ۲٬۱۸۵٬۴۴۷ نفر از این پارک بازدید کردند.
در دهه‌های ۱۹۵۰ و ۱۹۶۰، بنجامین بلک الک، از بزرگان قبیله لاکوتا سیو، به عنوان «چهره پنجم کوه راشمور» شناخته می‌شد و هر روز با لباس سنتی خود در کنار گردشگران عکس می‌گرفت. او یکی از پرعکس‌ترین افراد جهان در آن دوره بود.

## تالار اسناد
بورگلوم در ابتدا رؤیای یک تالار باشکوه را برای نگهداری و نمایش اسناد و اشیاء تاریخی مهم آمریکا در سر داشت. او توانست این پروژه را آغاز کند، اما قبل از توقف کار در سال ۱۹۳۹ برای تمرکز روی چهره‌ها، تنها ۲۱ متر در دل سنگ پیشروی کرد. در سال ۱۹۹۸، مخزنی در دهانه غار ساخته شد که شامل ۱۶ لوح لعابی حاوی اطلاعات تاریخی و زندگینامه‌ای مربوط به کوه راشمور و همچنین متن اسنادی بود که بورگلوم می‌خواست در آنجا نگهداری کند. این مخزن شامل یک جعبه چوبی از جنس چوب ساج است که درون یک محفظه تیتانیمی قرار گرفته و با سنگ خارا پوشانده شده است.

## نگارخانه

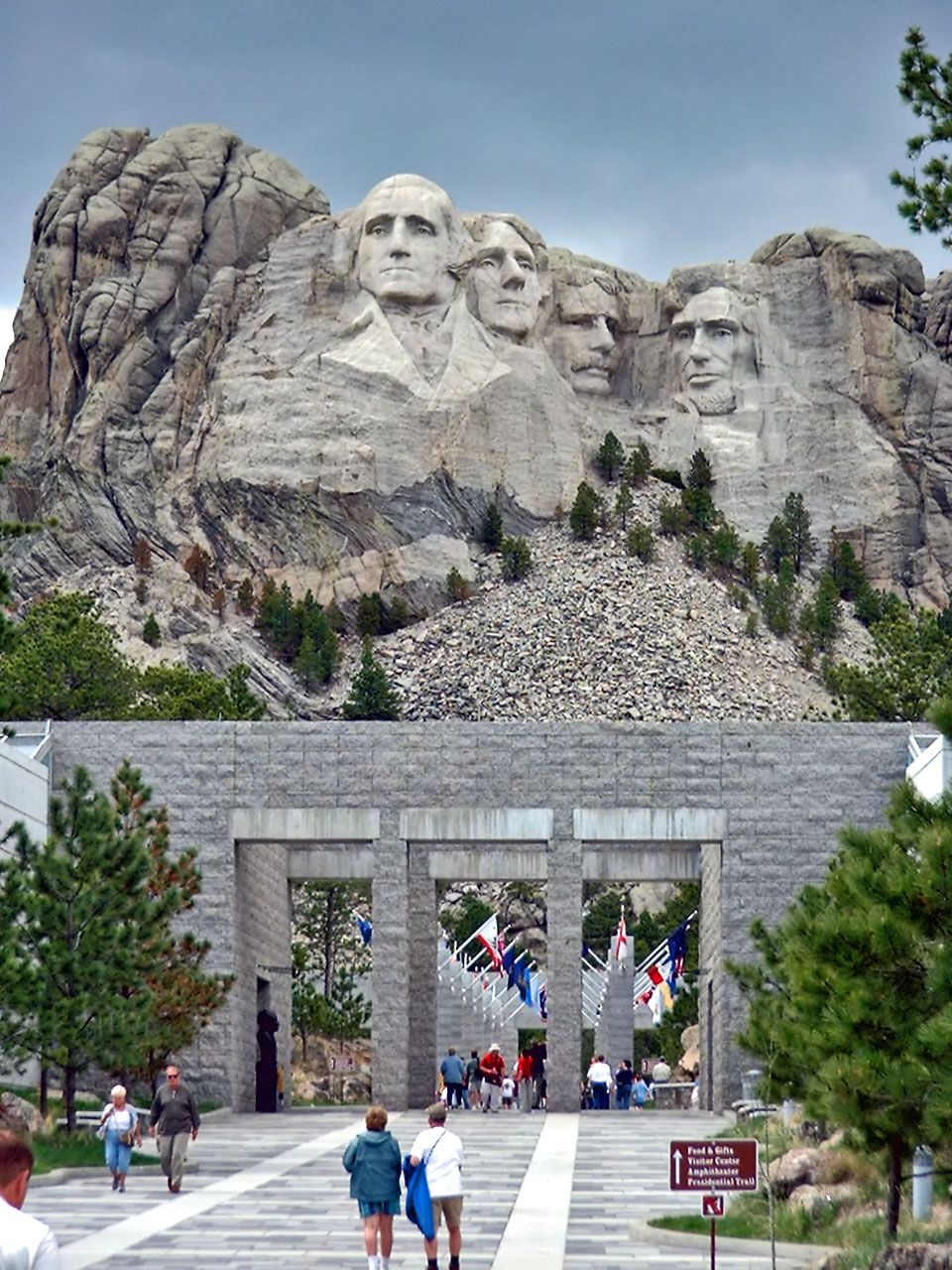
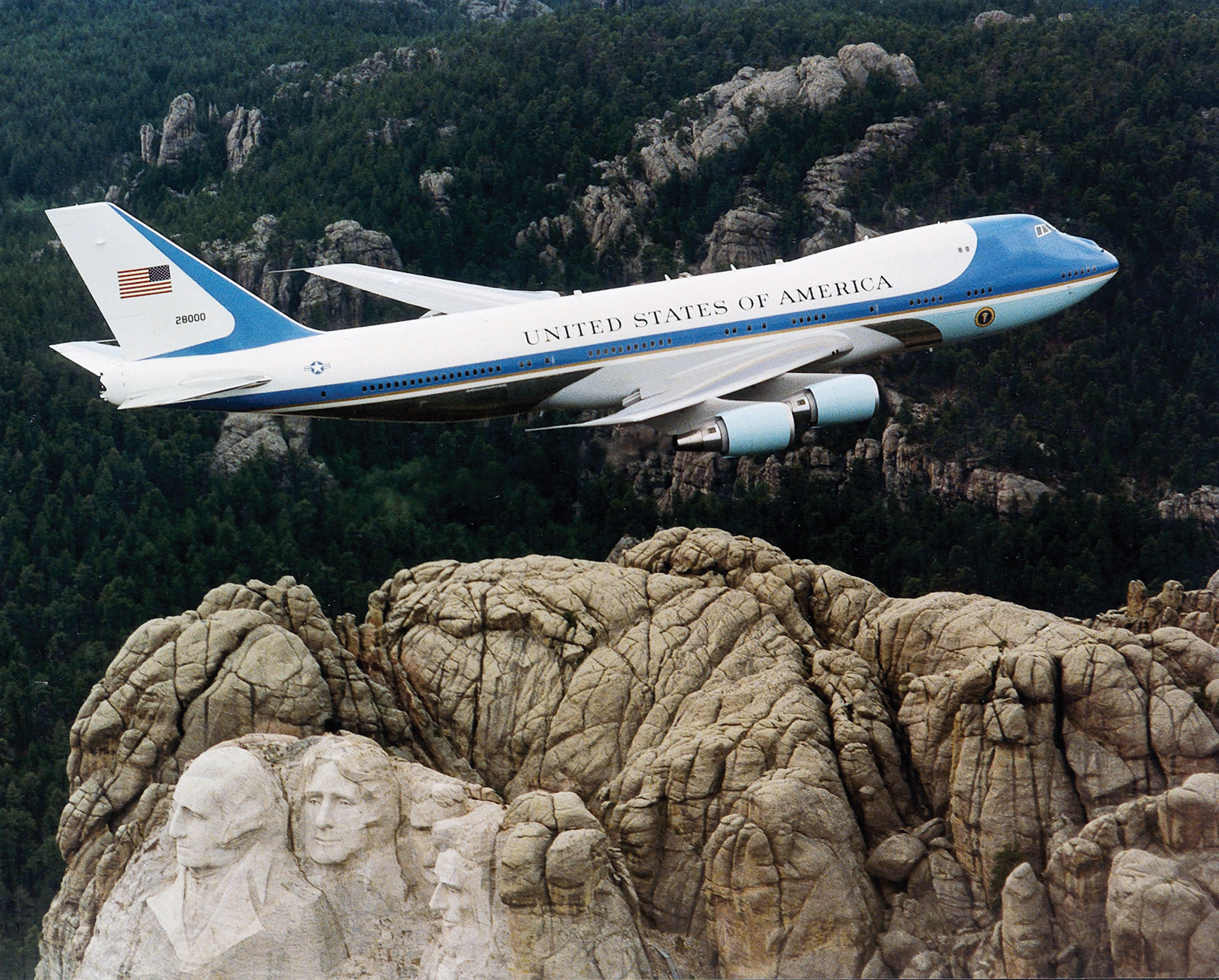
نیروی هوایی یکم بر فراز کوه راشمور
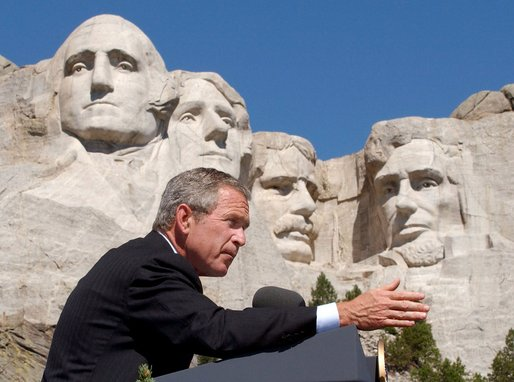
بوش در حال سخنرانی در این مکان
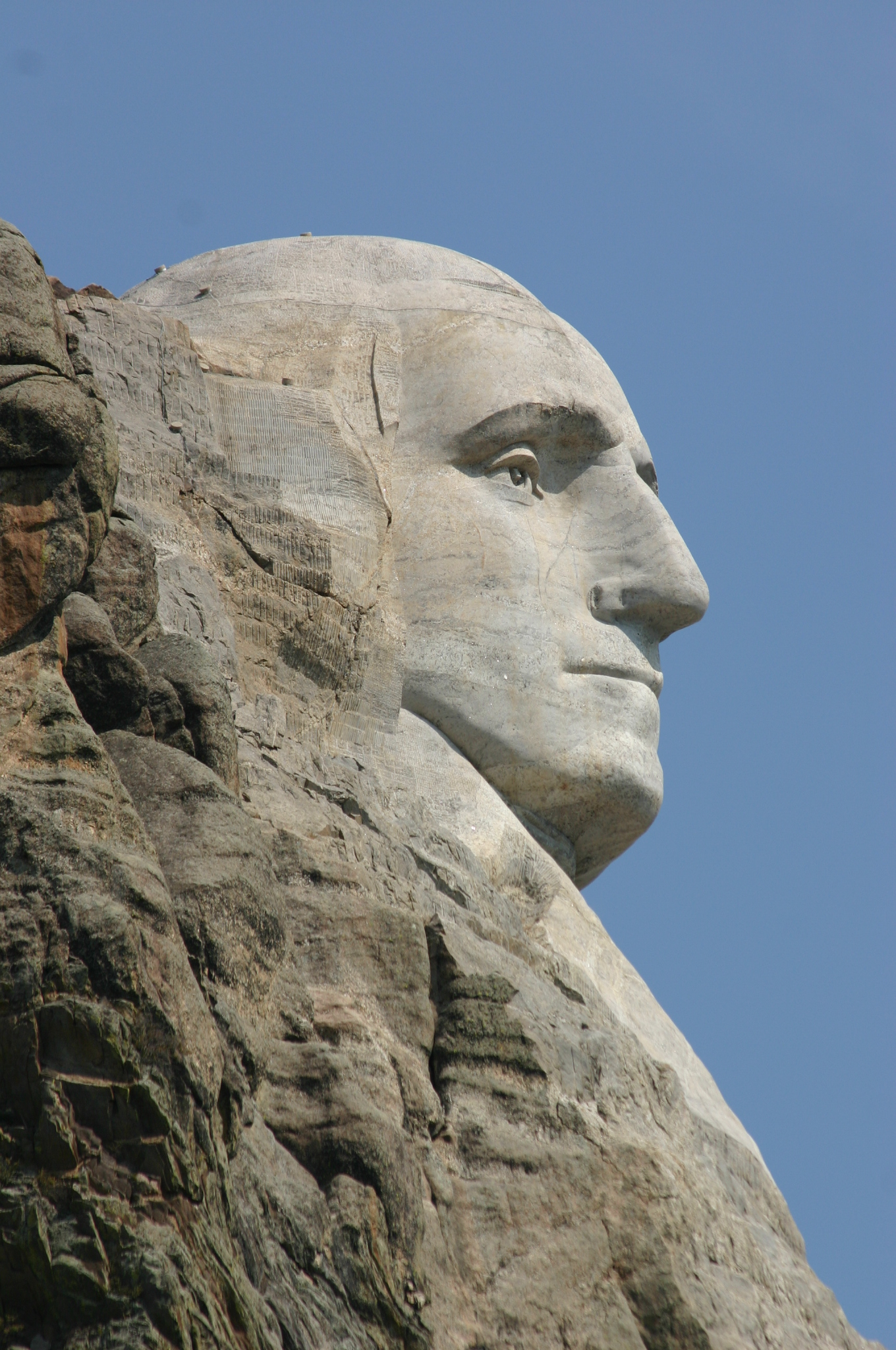
نیمرخ جرج واشینگتن
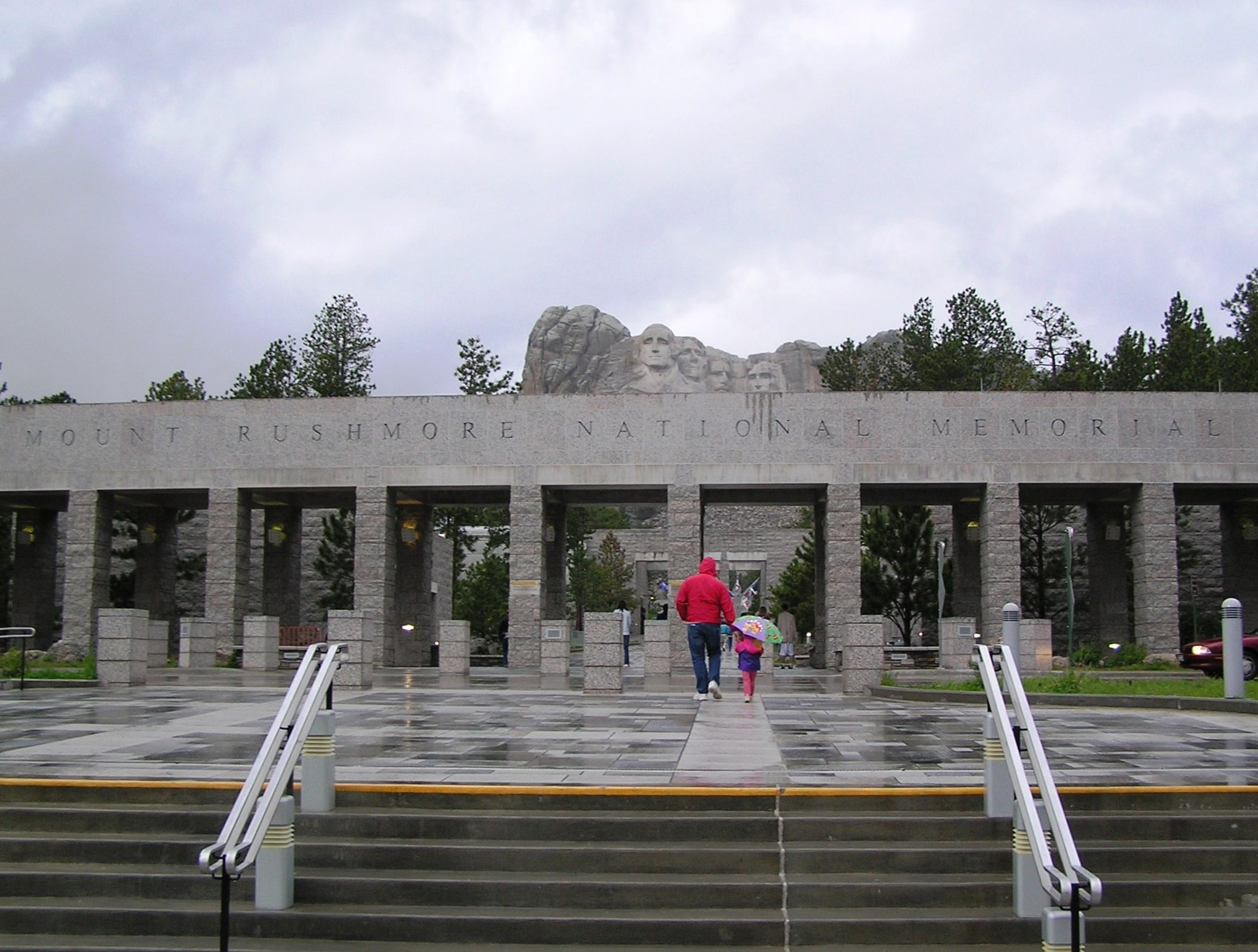
ورودی یادبود
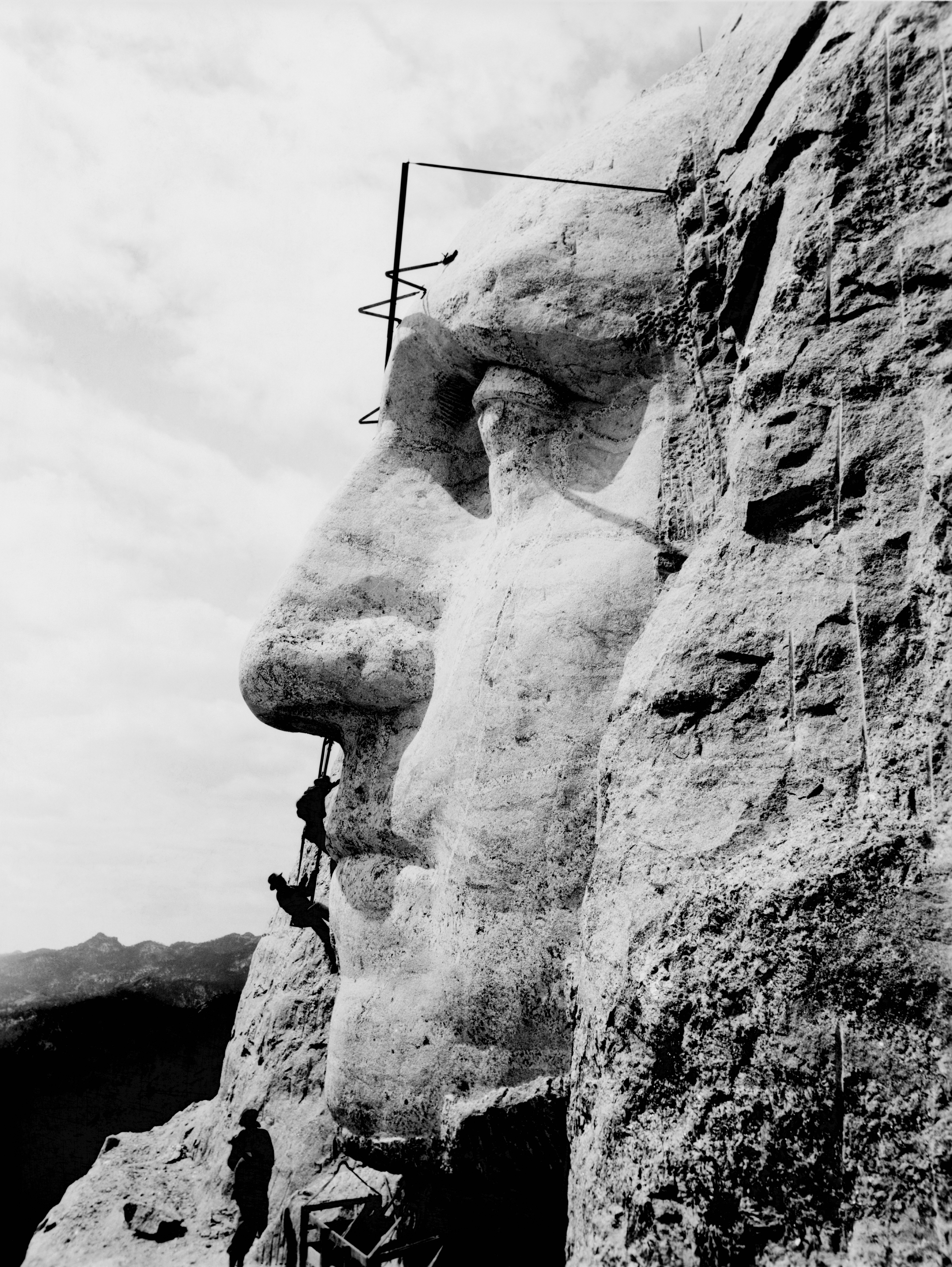
چهره جورج واشینگتن در حال ساخت
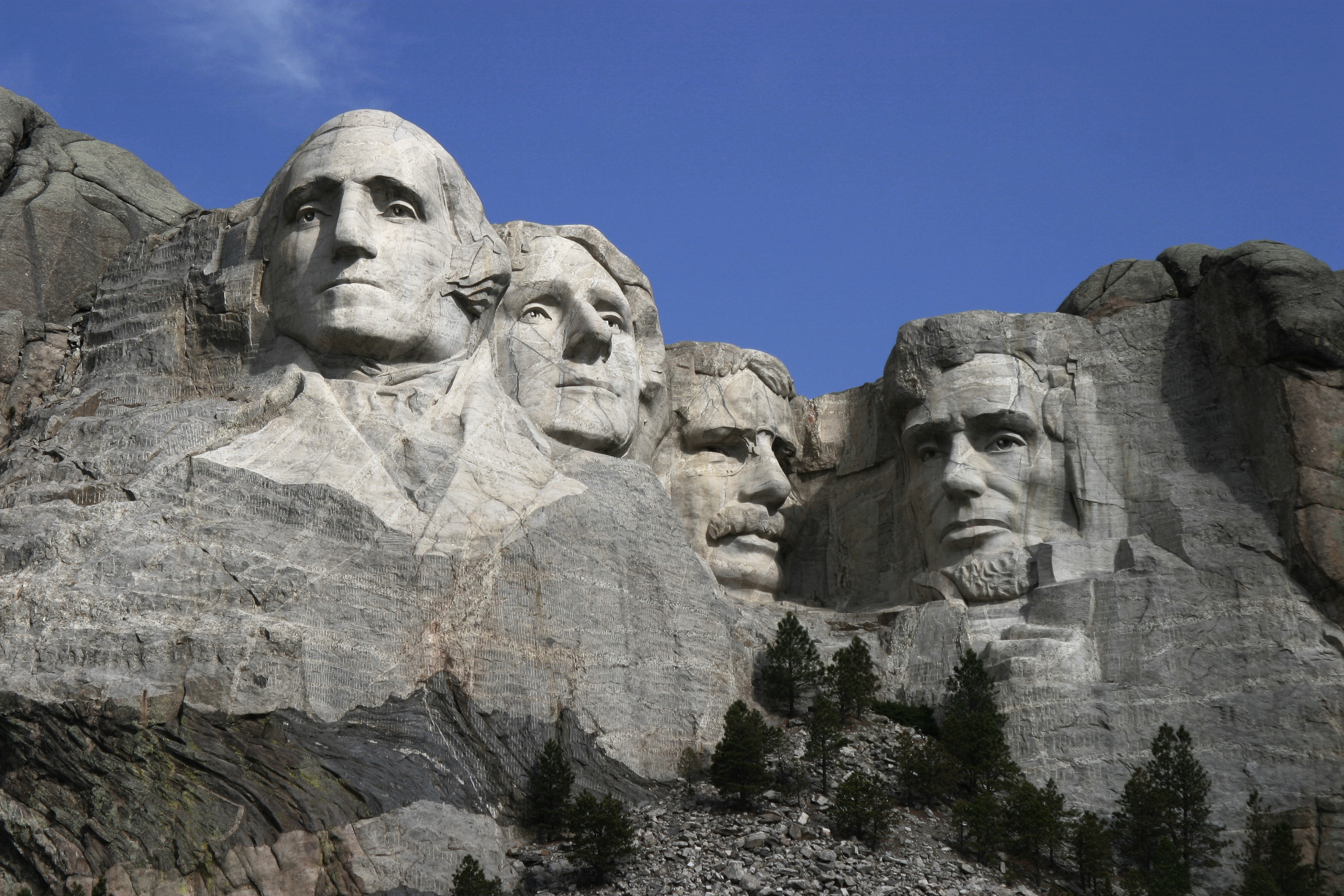
نمای نهایی پس از ساخت
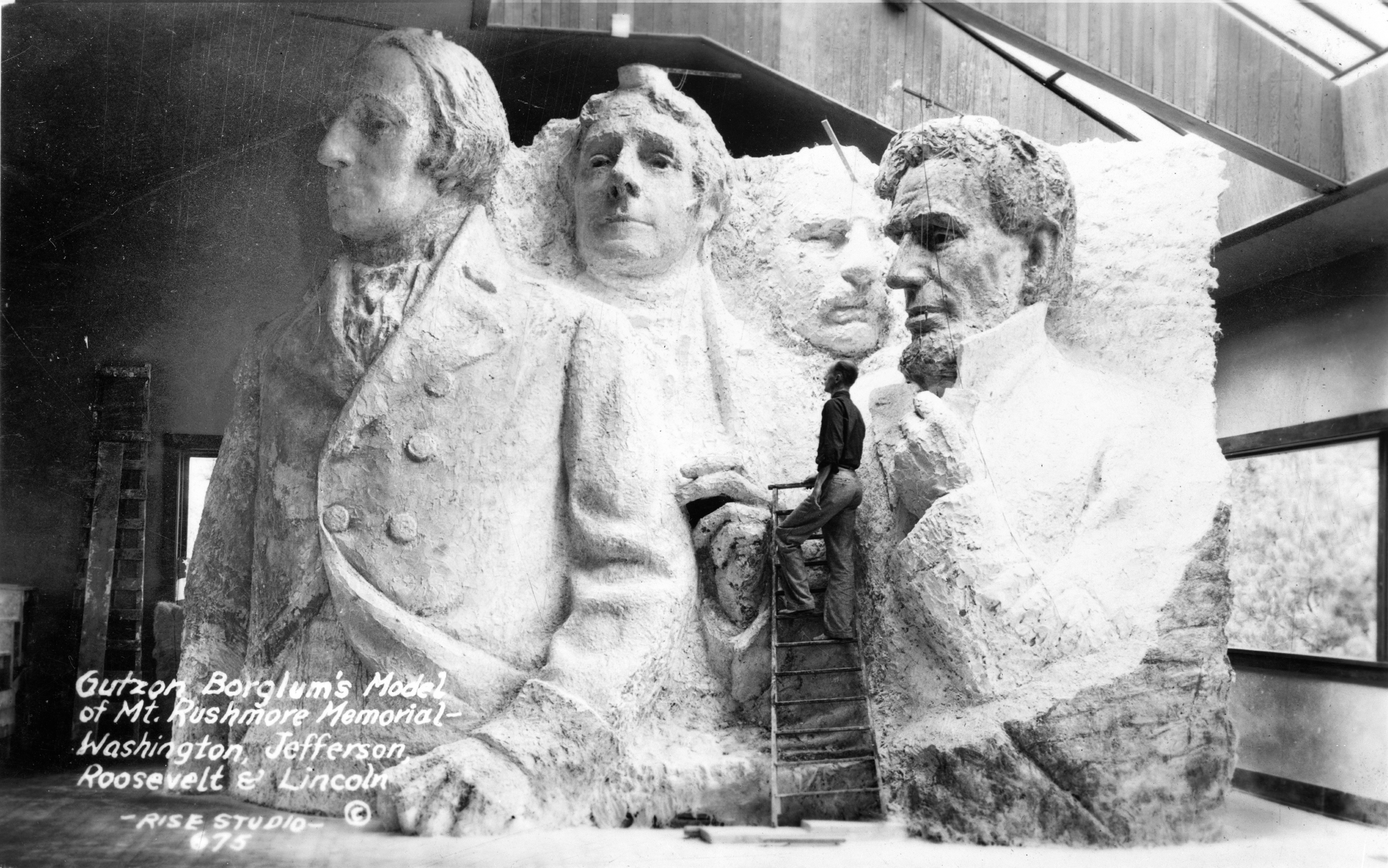
مدل اولیه
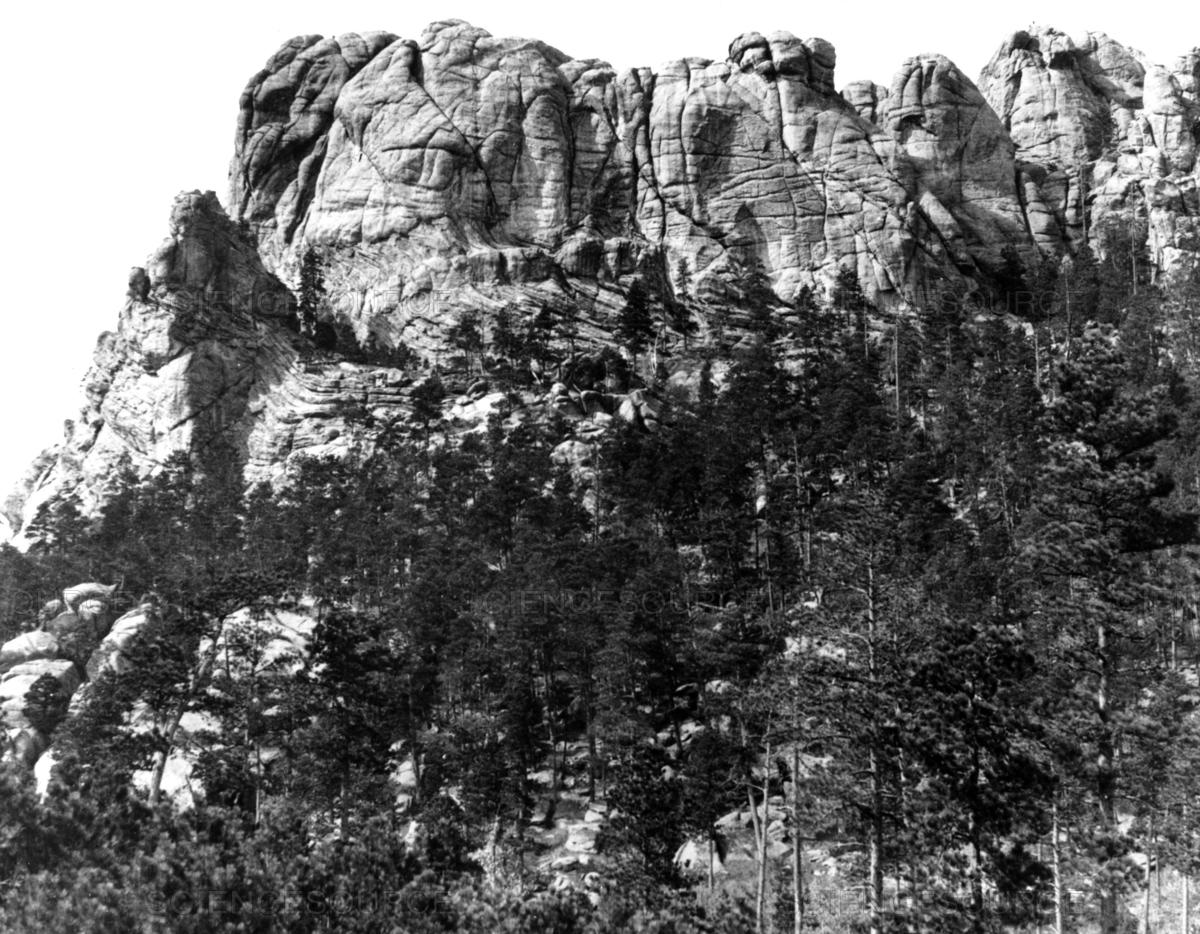
نمای صخره، پیش از حکاکی

## در فرهنگ عامه

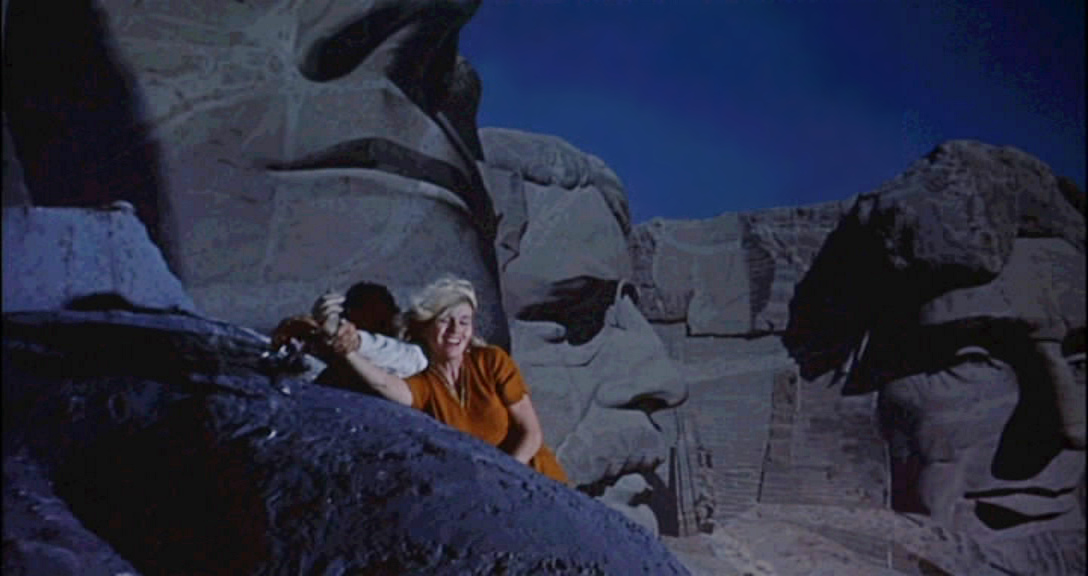
راجر تورنهیل (کری گرانت) و ایو کندال (اوا ماری سنت) در حالی که از مجسمه جورج واشینگتن آویزان هستند، در فیلم ۱۹۵۹ «شمال از شمال غربی».

کوه راشمور در فیلم‌ها، کتاب‌های کمیک و سریال‌های تلویزیونی متعددی به تصویر کشیده شده است. کارکردهای آن از صحنه‌های اکشن تا مکان‌های مخفی متغیر است. مشهورترین حضور آن به عنوان لوکیشن صحنه تعقیب و گریز پایانی در فیلم ۱۹۵۹ «شمال از شمال غربی» است. از این مکان به عنوان یک پایگاه عملیاتی مخفی توسط شخصیت‌های اصلی در فیلم ۲۰۰۴ «تیم آمریکا: پلیس جهانی» استفاده می‌شود، و شهر زیرزمینی مخفی سیبولا در فیلم ۲۰۰۷ «گنجینه ملی: کتاب اسرار» در این مکان واقع شده است. در برخی از فیلم‌ها، چهره‌های روسای جمهور با چهره‌های دیگری جایگزین می‌شوند؛ به عنوان مثال می‌توان به فیلم ۱۹۸۰ «سوپرمن ۲» و فیلم ۱۹۹۶ «مریخ حمله می‌کند!» اشاره کرد که در آن شخصیت‌های شرور چهره‌های خود را به این اثر تاریخی اضافه می‌کنند و همچنین فیلم ۲۰۰۳ «رئیس دولت» که در آن چهره رئیس‌جمهور تازه منتخب به این اثر اضافه می‌شود. در آثاری که حملات به مکان‌های دیدنی را برای نشان دادن دامنه تهدید نشان می‌دهند، کوه راشمور یک هدف رایج است. نمونه‌هایی از آن عبارتند از جایگزینی چهره‌ها در «سوپرمن ۲» و «مریخ حمله می‌کند!» و همچنین بلایای طبیعی در آثاری مانند مینی سریال ۲۰۰۶ «۱۰٫۵: آخرالزمان» و حملات تروریستی مانند فیلم ۱۹۹۷ «صلح‌بان». یک نمایش غیرمعمول از این بنای تاریخی در فیلم ۲۰۱۳ «نبراسکا» ظاهر می‌شود، اما به جای اینکه با احترام با آن رفتار شود، به دلیل ناتمام بودن مورد انتقاد قرار می‌گیرد.